# (1306) Scythia
(1306) Scythia ist ein Asteroid des Hauptgürtels, der am 22. Juli 1930 vom russischen Astronomen Grigori Nikolajewitsch Neuimin in Simejis entdeckt wurde.
Skythien ist die frühere Bezeichnung einer Region in Russland.